# بخش لویتسه
بخش لویتسه (به لاتین: Levice District) یک منطقهٔ مسکونی در اسلواکی است که در منطقه نیترا واقع شده‌است. بخش لویتسه ۱٬۵۵۱ کیلومتر مربع مساحت و ۱۲۰٬۰۲۱ نفر جمعیت دارد.